# 1-ブロモプロパン
1-ブロモプロパン (1-bromopropane) は  有機臭素化合物で、外見は無色の可燃性液体。フロン類を代替する洗浄溶媒として工業的に用いられる。電子回路の基板からはんだの残渣を取り除くための洗浄溶媒とされる。強い臭いを持つ。

## 合成
実験室レベルの合成法として、1-プロパノールと三臭化リンの反応により 1-ブロモプロパンを得る。
CH3CH2CH2OH + PBr3 → CH3CH2CH2Br